# Postmodern Jukebox
Postmodern Juxebox, ook bekend als Scott Bradlee & Postmodern Jukebox, is een Amerikaanse muziekgroep, in 2013 opgericht door pianist Scott Bradlee, die moderne popnummers in oudere stijlen omzet, zoals ragtime, jazz, country, motown en doo wop, en met name bekendheid kreeg door de video's hiervan op YouTube.

## Geschiedenis
Scott Bradlee (Long Island (New York), 19 september 1981), die opgroeide als klassieke en jazzpianist en in zijn onderhoud voorzag met optredens in diverse New Yorkse jazzclubs, begon rond 2008 als vingeroefening popmuziek te spelen. In 2009 bracht hij "Hello My Ragtime '80s" uit, waarop hij popmuziek in ragtime-stijl op piano uitvoerde. Bradlee kwam daarna met de compilaties "Mashups by Candlelight" en "Mashups by Candlelight, Vol. 2" en verwierf in 2012 populariteit met A Motown Tribute to Nickelback, waarop hij in samenwerking met lokale musici nummers van Nickelback omzette in jaren zestig-soul.
Bradlee zette vervolgens "Postmodern Jukebox" op, een groep musici van wisselende samenstelling - met zangeres Robyn Adele Anderson, de vriendin van Bradlee, als meest constante lid - die de arrangementen in radicaal verschillende stijlen van Bradlee uitvoerde, gewoonlijk in live-sessies, gefilmd met één camera in het huis van Bradlee. Thrift Shop van Macklemore & Ryan Lewis was het eerste nummer, dat in korte tijd meer dan een miljoen views kreeg.
Prominente gastmusici waren onder meer Dave Koz, de clown "Puddles" (pseudoniem van "Big" Mike Geier) en Niia. Bradlee arrangeerde in 2013 ook de soundtrack van de videogame BioShock Infinite met diverse covers.
Met de cover van "We Can't Stop" van Miley Cyrus, die meer dan vier miljoen views op YouTube kreeg, kwam datzelfde jaar de definitieve doorbraak en in 2014 werd het eerste album Twist Is The New Twerk uitgebracht.

## Discografie

### Albums
- 2014 - Twist Is The New Twerk
- 2014 - Clubbin' With Grandpa
- 2014 - Historical Misappropiation
- 2014 - A Very Postmodern Christmas
- 2015 - Selfies on Kodachrome
- 2015 - Emoji Antique
- 2015 - Swipe Right For Vintage
- 2015 - Top Hat On Fleek
- 2016 - PMJ And Chill
- 2016 - Swing the Vote
- 2016 - Squad Goals
- 2016 - The Essentials (compilatie)
- 2017 - 33 Resolutions Per Minute
- 2017 - Fake Blues
- 2017 - New Gramophone, Who 'Dis?
- 2017 - The New Classics (Recorded Live!)
- 2018 - Jazz Me Outside Pt. 1
- 2018 - Jazz Me Outside Pt. 2
- 2018 - Learn To Floss in 3 Easy Steps
- 2018 - Blue Mirror
- 2018 - The Essentials II (compilatie)
- 2019 - Sepia Is the New Orange
- 2019 - Jazz Age Thirst Trap
- 2019 - Throwback Clapback
- 2020 - BACK When They Called It Music. The '90s, Vol. 1
- 2020 - At the Piano
- 2020 - OK Crooner
- 2021 - The Essentials III (compilatie)
- 2022 - OldieFans
- 2023 -	The Fourth Tuning
- 2024 - Puttin' On The Rizz
- 2025 - Lounge Language Models

### Ep's
- 2013 - Introducing Postmodern Jukebox

### Singles
- 2013 - "Get Lucky"
- 2013 - "Come And Get It"
- 2013 - "Call Me Maybe"
- 2013 - "Gentleman"